# Ctenophorus nguyarna
Ctenophorus nguyarna là một loài thằn lằn trong họ Agamidae. Loài này được Doughty, Maryan, Melville & Austin mô tả khoa học đầu tiên năm 2007.